# Gråhuvad myrfågel
Gråhuvad myrfågel (Ampelornis griseiceps) är en fågel i familjen myrfåglar inom ordningen tättingar.

## Utseende och läte
Gråhuvad myrfågel är en 13,5–14 cm lång huvudsakligen grå och brun myrfågel med tydliga fläckar på vingarna och stjärten. Den är grå på huvud och nacke, brun på ryggen med en stor vit fläck och svarta vingtäckare med tydliga vita fläckar. Undertill är den grå, dock svart på strupe och bröst. Honan saknar svart undertill, har ljusare grått på huvudet och mer begränsade fläckar på rygg, vingar och stjärt. Sången består av en enkel och kort fallande drill. Lätet är ett nasalt frågvist "squee-squirt".

## Utbredning och systematik
Fågeln förekommer i Anderna i sydvästligaste Ecuador och nordvästra Peru (Tumbes, Piura). Den placerades tidigare i släktet Myrmeciza men lyfts numera ut till det egna släktet Ampelornis.

## Status och hot
Gråhuvad myrfågel har en liten världspopulation bestående av uppskattningsvis endast 8 500–18 000 vuxna individer. Den tros också minska i antal till följd av habitatförlust. IUCN kategoriserar den som nära hotad (NT).